# Brownsberg-Naturpark
Der Brownsberg-Naturpark liegt in Suriname im Distrikt Brokopondo, am nordwestlichen Ufer des Brokopondo-Stausees.

## Naturpark
Er ist der einzige Naturpark in Suriname und umfasst ein Areal von 12.200 ha. Der Park wurde 1970 gegründet und steht unter der Aufsicht und Obhut der Stichting Natuurbehoud Suriname (STINASU), die auf einem Plateau in einer Höhe von circa 470 m einige Berghütten betreibt. Die Gipfel des Browns- und Mazaroniberges, als höchste Erhebungen in diesem Gebiet, sind 514 und 508 m hoch. 
Vom Camp aus sind Wanderwege zu einigen Wasserfällen wie dem Irene-, dem Leo- und Mazaronifall angelegt. 
Das Gebiet besteht aus tropischem Regenwald und hier vor allem aus Hochwald mit u. a. Bolletrie (Manilkara bidentata), Bruinhart (Vouacapoua americana) und an den Hängen und in größerer Höhe aus Ingipipa-Bäumen (Couratari) sowie aus Moosbewuchs, Orchideen etc. 
Unüberhörbar ist auf dem Brownsberg der Brüllaffe (Babun), der hier noch zahlreich vorkommt. Außerdem ist er der Lebensraum von sieben weiteren in Suriname existierenden Primatenarten.
Der Park ist sowohl bei Touristen als auch bei Einheimischen ein beliebtes Naturerholungsgebiet. Er ist rund 130 km von Paramaribo entfernt und per Auto über eine gut asphaltierte Straße, den sog. Afobakaweg, zu erreichen. Nur die letzten unbefestigten sieben Kilometer von Brownsweg den Berg hinauf sind schwer passierbar.

### Zerstörung durch Goldsucher
Im August 2007 teilte der WWF-Pressesprecher in Suriname, Jerrel Pinas mit, dass die Aktivitäten von illegalen Goldsuchern im Naturpark immer größere Schäden anrichten. Außer Waldschäden werden in der näheren Umgebung stets größere Mengen an Quecksilber gemessen. Obwohl schon seit Jahren über diese gesetzwidrigen Minenaktivitäten berichtet wird, wurden erst 2007 durch die zuständigen Behörden gegen die Goldgräber Ermittlungen eingeleitet. 
Auch nach knapp fünf Jahren hat sich die Situation nicht verändert. Am 19. März 2012 überhändigte der WWF Guyanas eine Fotoreportage mit aktuellen Bildern von schweren Schäden am Brownsberg-Naturpark an das Kabinett des Präsidenten der Republik Suriname. Während eines Rundfluges hat das WWF rund 50 Standorte registriert, an denen illegale Goldgrabungsaktivitäten stattfinden. Nach Schätzung sind hier zwischen 1500 und 2000 illegale Goldsucher tätig. Nachdem Goldsucher Quittungen von der STINASU vorgelegt hatten, wonach sie gegen Bezahlung Zustimmung zu den Grabungsaktivitäten im Naturparkgebiet erhalten hatten, wurde der Direktor von STINASU, Frans Kasantaroeno, suspendiert und ein strafrechtliches Verfahren gegen ihn eingeleitet. Am 16. April 2012 wurde Kasantaroeno, einer der Vizepräsidenten der regierenden Koalitionspartei Pertjajah Luhur in Untersuchungshaft genommen. Vor ihm wurde bereits der Parkaufseher des Naturparks verhaftet. Wegen mangelnder Beweise wurde Kasantaroeno rund einen Monat nach seiner Inhaftierung durch den Untersuchungsrichter wieder aus der Haft entlassen. Auch der Parkaufseher kam nach rund neun Monaten Untersuchungshaft wieder frei.